# Hôtel Principe di Savoia
L'hôtel Principe di Savoia est un hôtel historique italien situé a Milan en Place de la République. Inauguré le 6 avril 1927, il a été projeté par l'architecte italien Cesare Tenca. La façade, en fer forgé et verrières, évoque le style de la Galleria Vittorio Emanuele II. L'esplanade devant l'entrée est entourée de jardins à l'italienne.
Le Principe di Savoia a 257 chambres et 44 suites pour 10 étages.

## Histoire
Au moment de la construction de l'hôtel, qui originellement s'appelait Principe & Savoia, Place de la République était encore une zone périphérique. Toutefois, c'était une position commode pour arriver au centre de Milan et pour aller à l'ancien Gare de Milano-Centrale. Les premiers clients du Principe di Savoia étaient les hommes d'affaires.
Pendant les années 1950, deux nouvelles ailes ont été construites: l'aile Principe Rosso et l'aile Metallico.
En 2003 la Dorchester Group, une compagnie anglaise gérée par la Brunei Investment Agency, a acquis le Principe di Savoia.
En 2009 l'hôtel a été restructuré avec la création de deux nouveaux bars, un restaurant e un centre de fitness avec vue sur la ville (le centre de fitness plus haut de Milan).
En avril 2019, le propriétaire de l'hôtel, le sultan du Brunei, instaure la peine de mort par lapidation pour les homosexuels et adultères. Ceci déclenche une campagne de boycott contre cet hôtel par la communauté LGBT et les défenseurs des droits de l'Homme.

## Quelques célèbres clients de l'hôtel
- Michael Jackson
- Madonna
- The Rolling Stones
- Lady Gaga
- George Clooney
- Édouard VIII du Royaume-Uni
- Charlie Chaplin
- Leona Lewis
- One Direction
- Demi Lovato
- Macklemore
- Ryan Lewis
- Erich Maria Remarque
- Joséphine Baker
- Aga Khan
- Aristote Onassis
- Evita Peron
- Maria Callas[4].

## Crédit d'auteurs
- (it) Cet article est partiellement ou en totalité issu de l’article de Wikipédia en italien intitulé « Hotel Principe di Savoia » (voir la liste des auteurs).